# Гат (брдо)
Гат (1120 м) је узвишење на ободу Гатачког поља, смјештено између Нових Дулића и Добреља.